# توکیگاوا، سایتاما
توکیگاوا، سایتاما (به لاتین: Tokigawa, Saitama) یک منطقهٔ مسکونی در ژاپن است که در استان سایتاما واقع شده‌است. توکیگاوا ۵۵٫۹۰ کیلومترمربع مساحت و ۱۱٬۴۱۱ نفر جمعیت دارد.